# Powstanie powszechne
Powstanie powszechne – koncepcja ogólnonarodowego powstania powszechnego, przeprowadzonego przez Armię Krajową w ostatniej fazie II wojny światowej w okupowanej Polsce, przygotowywana początkowo przez Związek Walki Zbrojnej, następnie przez Komendę Główną AK oraz Sztab Naczelnego Wodza w Londynie.

## Wstęp
„W dotychczasowej literaturze poświęconej Armii Krajowej i naszym siłom zbrojnym w latach II wojny światowej nie dysponujemy publikacją, która prezentowałaby całościowo genezę, organizację oraz rozwój prac w Sztabie Naczelnego Wodza na obczyźnie nad planowanym przez Armię Krajową powstaniem powszechnym”.
Przygotowanie i zwycięskie przeprowadzenie powstania zbrojnego – z chwilą wkroczenia na ziemie polskie regularnych wojsk polskich odtworzonych na obczyźnie – było głównym zadaniem Związku Walki Zbrojnej, a następnie Armii Krajowej, która miała nawet kryptonim „Polski Związek Powstańczy”. Idea pojawiła się już w listopadzie 1939, jej rozwinięciem i skonkretyzowaniem, podczas formowania Polskich Sił Zbrojnych na Zachodzie pod dowództwem francuskim zajmowało się tzw. Biuro gen. Kazimierza Sosnkowskiego, będące zakamuflowaną Komendą Główną ZWZ.

## Koncepcja powstania powszechnego
Komenda Główna Armii Krajowej w dokumencie „Zasady walki powstańczej” zdefiniowała fundament koncepcji następująco: „powstanie musi charakteryzować długotrwałe, precyzyjne w szczegółach przygotowanie, a następnie krótkie, gwałtowne, powszechne i jednoczesne uderzenie, które poprzez postawienie wszystkiego na jedną kartę i działanie niezwykle śmiałe powinno doprowadzić do rozstrzygnięcia w ciągu niewielu godzin powstańczej nocy”.
Jak wspominał gen. Tadeusz Pełczyński – „Kierownictwo polityczne i wojskowe w kraju i w Londynie przewidywało, że w końcowym etapie wojny stanie przed krajem jedna z dwóch możliwości:
- albo nastąpi powstanie powszechne przeciwko Niemcom w chwili ostatecznego załamania się potęgi niemieckiej,
- albo, jeśli nie będzie warunków do powszechnego powstania obejmującego cały kraj, walka z Niemcami podejmowana będzie stopniowo, w miarę cofania się wojsk niemieckich poprzez ziemie polskie pod naporem sowieckim.

Rozwój wypadków wojennych szedł w kierunku tej drugiej alternatywy.

### Przygotowania
W ostatniej dekadzie grudnia 1939 zorganizowano pierwszą, wewnętrzną konferencję KG ZWZ w Paryżu, uczestniczył w niej płk dypl. Stanisław Sosabowski, późniejszy dowódca 1 Samodzielnej Brygady Spadochronowej. 30 grudnia 1939 kpt. Jan Górski ps. Chomik opracował we Francji oraz przedstawił gen. Kazimierzowi Sosnkowskiemu raport pt. Użycie lotnictwa dla łączności i transportów wojskowych drogą powietrzną do Kraju oraz dla wsparcia powstania. Stworzenie jednostek wojsk powietrznych. Ponowił go 21 stycznia 1940 oraz wspólnie z kpt. Maciejem Kalenkiewiczem ps. Kotwicz 14 lutego 1940 proponując wsparcie powstania przez desanty oddziałów wojsk polskich tworzonych we Francji; zgłosili także gotowość grupy 16 oficerów, absolwentów Wyższej Szkoły Wojennej do desantowania się do Kraju. Obaj kapitanowie: Górski i Kalenkiewicz stali się współtwórcami cichociemnych, którzy mieli być isitonym elementem planów wsparcia powstania powszechnego.
14 lutego 1940 kpt. Górski i Kalenkiewicz przedłożyli gen. Sosnkowskiemu trzeci raport, podkreślając w nim – „Głównym zadaniem wojsk polskich we Francji jest jak najwydajniejsze i jak najbardziej bezpośrednie działanie na korzyść Kraju. Taką właśnie jego formą jest wsparcie powstania przez desanty oddziałów wojsk polskich tworzonych we Francji”. W kwietniu 1940 kpt. Kalenkiewicz przygotował „Plan wsparcia i osłony powstania w Kraju”. Pod koniec kwietnia 1940 obaj kapitanowie zostali przeniesieni do „Biura gen. Kazimierza Sosnkowskiego” (tj. do Komendy Głównej ZWZ) do pracy nad planami wsparcia drogą lotniczą planowanego powstania; w maju 1940 przedłożyli memorandum w tej sprawie do Sztabu Naczelnego Wodza.
Zagadnienia związane z powstaniem zbrojnym w okupowanej Polsce były obecne na tzw. konferencji belgradzkiej, zorganizowanej na przełomie maja i czerwca 1940. Uczestniczyli w niej m.in. I Zastępca Komendanta Głównego ZWZ gen. bryg. Gustaw Paszkiewicz oraz szef sztabu KG płk. dypl. Franciszek Demel. 29 czerwca 1940 utworzono w strukturze Sztabu Naczelnego Wodza Samodzielny Wydzial Krajowy, nazwany Oddziałem VI, później Oddziałem Specjalnym.
Po memorandum Górskiego i Kalenkiewicza, gen. Kazimierz Sosnkowski 5 sierpnia 1940 złożył Naczelnemu Wodzowi raport w sprawie zorganizowania oddziałów spadochronowych, które można byłoby zrzucić w każdej chwili do Kraju. 10 października 1940 Naczelny Wódz Polskich Sił Zbrojnych gen. Władysław Sikorski wydał rozkaz L.408/III/tjn. w sprawie przygotowania PSZ do możliwości przerzucenia transportem lotniczym do kraju, do bezpośredniego wsparcia i osłony Powstania. Tydzień później w Oddziale III Sztabu Naczelnego Wodza zorganizowano konferencję w sprawie rozkazu i planów wsparcia powstania. Płk dypl. Franciszek Demel, zastępca szefa Oddziału VI zanotował w swoim notatniku: „Zgodziliśmy się, że tutaj trzeba ustalić ogólne tezy polityczno-wojskowe i szczegółowo przepracować, w jakim czasie i jaką pomoc będzie można dać powstańcom, oraz opracować łączność; plan szczegółowy można opracować tylko w Komendzie Głównej w Kraju”.
Na początku 1940 gen. Władysław Sikorski przedstawił Francuzom i Anglikom plany rozwoju Związku Walki Zbrojnej oraz wskazał jako jeden z głównych celów "przygotowania do powszechnego powstania w Polsce przeciwko okupantowi, które miało wybuchnąć w przyszłości w dogodnym momencie strategicznym". Brytyjski wywiad wojskowy MI (R) w swoim raporcie dla War Office z 17 lipca 1940 nt. strategii współpracy z Polakami uznał możliwość wywołania powstania powszechnego w Polsce, zalecając nawiązanie ścisłej współpracy pomiędzy brytyjskim wywiadem wojskowym a Oddziałem II Sztabu Naczelnego Wodza.
W październiku 1940 w Oddziale III Sztabu Naczelnego Wodza utworzono Wydział Studiów i Szkolenia Wojsk Spadochronowych, kierował nim ppłk dypl. Wilhelm Heinrich z przedwojennego Oddziału II (wywiadu). Przydzielono mu czterech oficerów: kpt. Jana Górskiego, kpt. Macieja Kalenkiewicza oraz lotników: ppłk. Stefana Olszewskiego i kpt. naw. Lucjana Fijutha. Wydział zajął się planowaniem użycia wojsk powietrznodesantowych w przygotowywanym powstaniu powszechnym w Polsce.
W okupowanej Polsce od początku 1940 budowano konspiracyjne struktury Państwowego Korpusu Bezpieczeństwa jako zalążka przyszłej służby policyjnej, która miała ujawnić się podczas powstania powszechnego.

### Meldunek Operacyjny nr 54
W lutym 1941 pierwszy plan powstania powszechnego przesłano z okupowanej Polski poprzez kuriera zaszyfrowanym „Meldunkiem Operacyjnym nr 54". Dotarł do Sztabu Naczelnego Wodza w Londynie już po agresji Niemiec na ZSRR 22 czerwca 1941. Plan ten przewidywał m.in. reorganizację Polskich Sił Powietrznych: utworzenie do końca 1942 12 dywizjonów myśliwskich oraz 4 dywizjony bombowców nurkujących, a także przygotowanie 2–3 batalionów oddziałów specjalnych, z których część miała być przerzucona do Polski jeszcze przed wybuchem powstania. Planowano użycie: zaporowych oddziałów minerskich (wysadzanie dróg, linii kolejowych, instalacja zapór przeciwczołgowych), specjalnych oddziałów szturmowych (przejmowanie oraz niszczenie lotnisk i obiektów lotniczych), partyzanckich oddziałów dywersyjnych (niszczenie łączności i kluczowych obiektów wojskowych), oddziałów łączności (dla dowodzenia wojskami powstańczymi).
Planowano zrzucenie przynajmniej po jednym batalionie spadochroniarzy w czterech kluczowych obszarach Polski: na terenie Generalnego Gubernatorstwa (bez Galicji Wschodniej), Zagłębia Dąbrowskiego, dawne województwo łódzkie, ziemia płocka, zachodnia część dawnego województwa białostockiego oraz rejon Brześcia nad Bugiem. Za niezbędny warunek sukcesu powstania uznano opanowanie obszaru pomiędzy Warszawą, Łodzią, Krakowem, Rzeszowem i Lublinem oraz opanowanie najważniejszych ośrodków, tzw. ognisk walki, tj. celów istotnych dla oporu lub dla powstania.
5 kwietnia 1941 na odprawie u Szefa Sztabu NW w sprawie przygotowania Polskich Sił Zbrojnych do przyszłych działań w Kraju, szef sztabu gen. Tadeusz Klimecki zdecydował, że plan użycia sił PSZ zostanie przedstawiony brytyjskiemu Komitetowi Planowania Wojny, a prace organizacyjne nad przygotowaniem wojska do wsparcia powstania skoncentrują się na:
- utworzeniu na bazie 10 Brygady Kawalerii wielkiej jednostki pancernej,
- oparciu I rzutu wojsk wsparcia powstania na brygadach strzeleckich: 1, 3, 4, 7,
- wyznaczeniu 4 Brygady Strzelców zadania przygotowania oddziałów i personelu do akcji bojowej w Kraju[1].

### Raport operacyjny nr 154
W związku ze zmienioną sytuacją geopolityczną, po agresji Niemiec na ZSRR, Komenda Główna Armii Krajowej we wrześniu 1942 wystała do Sztabu Naczelnego Wodza zmodyfikowany plan powstania powszechnego, znany jako „Raport Operacyjny nr 154”. Po rozszyfrowaniu trafił do Sztabu Naczelnego Wodza w marcu 1943. Tragiczna śmierć gen. Sikorskiego w Gibraltarze nie wpłynęła na plan powstania, połączono go z planem OSZ – Odtwarzania Sił Zbrojnych. Po ujawnieniu w kwietniu 1943 grobów polskich oficerów w Katyniu oraz kwestionowanie przez ZSRR wschodniej granicy Polski, KG AK podnosiła potrzebę modyfikacji koncepcji powstania. Według tych propozycji, powstanie miało być przeprowadzane w dwóch strefach: od Wilna po Lwów oraz na terenach od linii Białystok – Brześć – Bug – San.
Na początku 1943 w Inspektoracie Polskich Sił Powietrznych opracowano dwa warianty lotniczego Planu Wsparcia Powstania, wariant nr 2 szef Sztabu NW zatwierdził 26 lutego 1943, w kwietniu 1943 założenia tego wariantu przekazano do KG AK. W maju 1943 opracowano w Sztabie Naczelnego Wodza (SNW) „Instrukcję dla uruchomienia powstania”. 30 czerwca 1943 przygotowano dokument precyzujący organizację dowodzenia z chwilą rozpoczęcia akcji powstańczej w Kraju.
Dla przygotowania planowanego powstania powszechnego w okupowanej Polsce założono zrzucenie 300 zestawów zasobników OW („Ognisko Walki”) oraz 40 zestawów MD (minersko – dywersyjnych); łącznie ok. 200 ton  zaopatrzenia. Założono straty w zrzutach ok. 25 proc. (85 zestawów), czyli łącznie zapotrzebowano 425 zestawów zasobników, co wymagało 450 lotów z zaopatrzeniem. Przewidywano, że realnie możliwe będzie wykonanie ok. 200 lotów w operacjach specjalnych SOE. Plan zakładał zrzucenie także w tych operacjach ok. 800 spadochroniarzy (po 4 skoczków w każdej operacji). Pozostałe 250 lotów miały być zorganizowane dzięki pomocy amerykańskiej, w 3-4 operacjach masowych zrzutów z ok. 30-40 samolotów (8-12 zasobników na samolot).

### Instrukcja dla Kraju
26 października 1943 rząd R.P. kierowany przez Naczelnego Wodza przyjął „Instrukcję dla Kraju”, w której przewidywano dwie alternatywy powstania:
- „Rząd Polski po uzgodnieniu z Aliantami dochodzi do przekonania, że należy dać rozkaz do powstania”, jego głównym celem ma być „opanowanie jak największego obszaru Rzeczypospolitej, jako podstawy do przywrócenia na ziemiach Polski suwerenności Państwa Polskiego i odtworzenia Sił Zbrojnych w Kraju”[10]
- w przypadku braku zgody aliantów, w sytuacji załamania niemieckiego frontu, wezwanie Kraju „do wzmożonej akcji sabotażowo-dywersyjnej przeciw Niemcom. Akcja ta jednak ma wtedy tylko charakter polityczno – demostracyjny i ochronny”[10].

W „Instrukcji” przyjęto, że:
- w przypadku nawiązania stosunków dyplomatycznych z ZSRR, rząd miał ujawnić administrację podziemną Polski, odtwarzać Polskie Siły Zbrojne oraz współpracować z Sowietami. W przypadku „przywracania (…) stanu bezprawnej inkorporacji” na ziemiach wschodnich rząd miał złożyć protest „u Narodów Zjednoczonych”[10].
- w przypadku braku stosunków dyplomatycznych z ZSRR, wkroczenie wojsk sowieckich miały poprzedzać wystąpienia zbrojne przeciwko Niemcom. W razie sowieckich aresztowań „przedstawicieli ruchu podziemnego” oraz represji wobec Polaków, organizacje podziemne miały „przejść do akcji samoobrony”[10].

W obu ww. przypadkach zastrzeżono, że „wystąpienia czynne należy ograniczyć do niezbędnych aktów samoobrony”. „Instrukcja” przewidywała także wariant „porozumienia niemiecko-sowieckiego”, zalecając – „władze Krajowe i Siły Zbrojne w Kraju schodzą głębiej pod ziemię, zawieszają działania zbrojne, z wyjątkiem najkonieczniejszych aktów samoobrony i oczekują na dalsze decyzje Rządu, rezerwując swe siły do ostatecznego zrywu w momencie zbliżania się Armii Alianckich". Zauważano także, że „postulat przewiezienia naszych wojsk spadochronowych do Kraju może być utrzymany jako słuszny, aczkolwiek stanowi on tylko szczegół nie wpływający zasadniczo na warunki uruchomienia powstania”.
Konferencje dotyczące różnych aspektów wsparcia powstania powszechnego organizowano przez cały rok 1942, 1943 oraz znaczną część 1944. Miały one trojaki charakter: 1) odprawy tygodniowe z udziałem oficerów Oddziału III Operacyjnego, Oddziału VI Specjalnego, Oddziału II Wywiadowczego, niekiedy także Inspektoratu Sił Powietrznych, 2) konferencje z udziałem Szefa Sztabu Naczelnego Wodza oraz Szefa Inspektoratu Sił Powietrznych, 3) konferencje z delegatami sztabu brytyjskiego.

## Trzy alternatywy powstania
13 grudnia 1943 szef SNW gen. Stanisław Kopański, po otrzymaniu z KG AK „Planu rozszerzenia powstania”, wydał rozkaz ustalający dla Sztabu Naczelnego Wodza oraz Inspektoratu Polskich Sił Powietrznych plan prac przygotowujących wsparcie powstania w Kraju. Zgodnie z tym rozkazem, w pracach sztabowych należało uwzględnić dwie alternatywy:
- Alternatywa I – wsparcie powstania w pełnym zakresie i rozmiarach ustalonych przez Naczelnego Wodza. W pracach nad tą alternatywą wzięli udział: Inspektorat Sił Powietrznych, Oddział I Organizacyjny Sztabu Naczelnego Wodza, Oddział VI Specjalny Sztabu Naczelnego Wodza, Dowódca Brygady Spadochronowej, Oddział III Operacyjny Sztabu Naczelnego Wodza.
- Alternatywa II – najszybsze i najwydatniejsze wsparcie rozpoczętego nagle powstania na skutek załamania się Niemiec. W pracach nad tą alternatywą uczestniczyli: Inspektorat Sił Powietrznych, Dowódca Brygady Spadochronowej, Oddział VI Specjalny, Oddział III Operacyjny Sztabu Naczelnego Wodza. 12 stycznia 1944 w Oddziale VI opracowano nową wersję „Instrukcji uruchomienia powstania”.

1 marca 1944 Inspektorat Sił Powietrznych przekazał Szefowi Sztabu Naczelnego Wodza opracowanie „Lotnicze warunki wsparcia powstania”, zawierające trzy alternatywy wsparcia powstania. Podkreślono w nim konieczność przygotowania nowej alternatywy.
- Alternatywa III – wsparcie lotnicze powstania tylko z baz położonych na zewnątrz Polski.

16 marca 1944 szef SNW gen. Kopański, w memorandum dla Naczelnego Wodza potwierdził wnioski zawarte w tych trzech alternatywach.
W lipcu 1944 dowódca Armii Krajowej meldował Naczelnemu Wodzowi, że przygotowania powstańcze w niczym nie zostały naruszone przez przygotowania do Burzy, a w obecnym czasie Armia Krajowa, zależnie od położenia, jest w stanie prowadzić walkę w obu formach oddzielnie lub jednocześnie, lecz na różnych terenach. 30 lipca Naczelny Wódz poinformował, że wsparcie ewentualnego powstania zależy od pomocy brytyjskiej.

## Zaniechanie koncepcji
Podjęta 1 sierpnia 1944 przez Armię Krajową walka o Warszawę, określana mianem powstania warszawskiego nie była powstaniem powszechnym, a realizacją „Burzy”.
Jeszcze 27 listopada 1944 szef Sztabu Naczelnego Wodza gen. Stanisław Kopański pisał w depeszy do gen. Leopolda Okulickiego – Prawdopodobieństwo ogólnego powstania na ziemiach polskich pod okupacją niemiecką w obecnych warunkach coraz bardziej maleje, niemniej jednak nie może być całkowicie wykluczone, toteż nie może być wyeliminowane z przygotowań AK”.
„Prace sztabowe nad planami wsparcia powstania powszechnego w Kraju, prowadzone w Sztabie Naczelnego Wodza na obczyźnie, stanowiły duże przedsięwzięcie, angażujące w różnym stopniu prawie wszystkie oddziały Sztabu NW i Inspektorat Polskich Sił Powietrznych. (...) Prace te były istotnym fragmentem polskiej myśli wojskowej lat II wojny światowej, a z koncepcji wsparcia powstania oddziałami desantowymi narodziła się pierwsza w historii naszej armii jednostka powietrznodesantowa, jaką była 1 Samodzielna Brygada Spadochronowa, organizowana z myślą o wsparciu krajowego powstania powszechnego”.

## Alianci wobec koncepcji powstania
Koncepcja powstania powszechnego w państwach okupowanych przez Niemcy była początkowo w pełni akceptowana przez zachodnich aliantów. Brytyjski premier Winston Churchill podczas swojej wizyty w dniach 22 grudnia 1941 – 14 stycznia 1942 w Stanach Zjednoczonych przekonywał, że przyszłej ofensywie alianckiej na kontynencie europejskim towarzyszyć będą skoordynowane powstania w krajach okupowanych. Jednak utworzony wkrótce amerykańsko – brytyjski Połączony Komitet Szefów Sztabów, do którego należało przygotowanie wspólnej strategii wojennej, odrzucił tę koncepcję, nazywaną także „polskim planem” lub „koncepcją detonatora”. Brytyjskie SOE, głównie za sprawą swojego szefa Collin'a Gubbins'a akceptowało polską koncepcję. Była ona obecna w pierwszej dyrektywie dla SOE z 25 listopada 1940 oraz w strategii wojennej Wielkiej Brytanii, przygotowanej przez Połączony Sztab Planowania (Joint Planning Staff; JPS) w czerwcu 1941.  Ale o „koncepcji detonatora” nie wspomniano już w pierwszej dyrektywie SOE dla szefów sztabu z 25 listopada 1941. W drugiej dyrektywie dla SOE z 12 maja 1942 wspomniano wprawdzie o organizowaniu działań ruchów konspiracyjnych na "terenach projektowanych operacji", ale jednoznacznie wskazano, iż dotyczy to wyłącznie państw Europy Zachodniej. 
Z tego też powodu 14 maja 1942 szef brytyjskiego Imperialnego Sztabu Generalnego odmownie odpowiedział na memorandum gen. Władysława Sikorskiego w sprawie utworzenia wspólnego sztabu dla państw sprzymierzonych. W polskiej „Notatce dla Szefa Sztabu NW” podkreślono – „Rola SOE (podobno biuro Gubbinsa) sprowadza się do prowadzenia dywersji, sabotażu – słowem drobnego i taniego, bo cudzym kosztem, działania. Słowa, że do zakresu SOE należy również przyszła akcja na terenie krajów okupowanych, nie wydaje się, by odnosiły się do organizacji powstań.”
2 czerwca 1942 Brytyjczycy wysłali do władz Belgii, Holandii, Czechosłowacji, Grecji, Norwegii, Jugosławii, Wolnej Francji oraz Polski tzw. memorandum gen. Brooke'a. Poinformowano w nim, że propozycja wspólnego sztabu alianckiego do koordynowania działań wywrotowych w krajach okupowanych „nie przyniosłaby dobrych rezultatów”. Wskazano, że do SOE władze państw sprzymierzonych powinny się zwracać w sprawach "sabotażu, organizacji ruchu oporu oraz tajnych armii". Gen. Władysław Sikorski w połowie czerwca 1942 napisał kolejny list do gen. Brooke'a; zaakceptował w nim rolę SOE, ale postulował powołanie polsko-brytyjskiego komitetu sztabowego do współpracy z brytyjskim Komitetem Szefów Sztabu. Później Brytyjczycy nazywali go „Polish Staff Committee” lub „Polish Plannig Staff” albo „Polish Planning Committee”. W jego skład, ze strony polskiej miało wejść trzech wyższych oficerów z wojska, lotnictwa i marynarki. Ostatecznie, w sierpniu 1942 powstał postulowany komitet - leczy nie przy brytyjskim sztabie. Nową komórką - SOE Polski Komitet Planowania - ze strony polskiej kierował płk Andrzej Marecki, szef Oddziału III Sztabu NW. Zadaniem Komitetu były głównie prace studyjne wokół koncepcji powstania powszechnego w Polsce. 
Wcześniej, jeszcze latem 1942 w kierownictwie Special Operations Executive dyskutowano nad formami współpracy z Polakami; wobec istniejących niejasności, w piśmie do  brytyjskiego Foreign Office oraz do Ministra Wojny Ekonomicznej barona Daltona „proszono o pilne skonkretyzowanie stanowiska rządu Wielkiej Brytanii do sprawy polskiej”. W szczególności problemem dla SOE była ustawiczna niemożność zapewnienia Polakom tylu samolotów dalekiego zasięgu, ilu żądał mjr dypl. Jan Jaźwiński z Oddziału VI Sztabu NW, organizujący przerzut do Polski Cichociemnych oraz zaopatrzenia dla Armii Krajowej. W pewnym sensie postulaty Polaków wsparł oficer SOE mjr Peter Wilkinson, autor projektu pisma do brytyjskich ministrów. 21 lipca 1942 przedstawił szefowi SOE Gubbinsowi opracowanie pt. „Trzeci Front”. Jego istotą była konkluzja, że SOE powinno wspierać rozwój polskiej oraz czeskiej konspiracji antyniemieckiej. W rezultacie SOE starało się zrealizować niektóre z polskich postulatów, choć już od maja 1942 władze brytyjskie przesądziły o braku wsparcia dla polskich planów powstania, gdyż anglo-amerykańskie operacje planowano poza Europą Środkową.
Polski Sztab Naczelnego Wodza nadal pracował jednak nad koncepcją powstania, upatrując możliwości jego przeprowadzenia dzięki pomocy ze Stanów Zjednoczonych. Brytyjskie SOE 3 października 1942 przygotowało „Memorandum of Polish Plans for the Employment of their Forces in the Re-Occupation of Poland” (Memorandum o polskich planach wykorzystania ich sił wojskowych do wyzwolenia Połski). Dokument zawierał następujące konkluzje:
- polskie potrzeby w zakresie liczby samolotów transportowych do przerzutu żołnierzy i zaopatrzenia na potrzeby planowanego powstania są niemożliwe do realizacji obecnie, ale być może będą zrealizowane w przyszłości,
- nie należy lekceważyć ok. 100 tys. żołnierzy Armii Krajowej w okupowanej Polsce,
- polski plan powstania jest zgodny z koncepcją działania SOE, więc można go ponownie rozważyć,
- możliwa jest realizacja najważniejszych polskich postulatów tj. pewna odrębność polskich jednotek lotniczych będących w dyspozycji Air Ministry (brytyjskiego ministerstwa lotnictwa); unowocześnienie dywizjonów lotniczych latających ze zrzutami do Polski; użycie polskiej brygady spadochronowej do wsparcia powstania w Polsce,
- należy zapewnić Polakom możliwość użycia dziewięciu samolotów dalekiego zasięgu w celu lotniczego wsparcia Armii Krajowej,
- powinna zostać utworzona polska eskadra specjalna, obsadzona przez polskie załogi.

Kluczowa konkluzja brzmiała - 
„Nie można przecenić strategicznych korzyści z możliwości stworzenia dodatkowej armii świeżych wojsk na tyłach Niemców w kluczowym momencie wojny. Gdyby zatwierdzono najpilniejsze polskie prośby, siły skierowane z głównego teatru byłyby nieskończenie małe, a wpływ na przygotowania Tajnej Armii i morale w Polsce bezcenny”. 
Pod koniec listopada 1942 aliancki Joint Planning Staff pozytywnie odpowiedział na te postulaty, zastrzegając że ich realizacja może być czasowo odległa. Brytyjczycy wykorzystali polską koncepcję do powiązania jej ze swoim pomysłem „Big Scheme” (Wielki Plan), sprowadzającym się do dywersji i sabotażu na zapleczu frontu wschodniego. W okupowanej Polsce brytyjski plan realizowano poprzez powołanie Wachlarza oraz dzięki przekazanym środkom finansowym.
Oficerowie sztabu Naczelnego Wodza mieli świadomość, że odpowiedź Brytyjczyków i Amerykanów faktycznie oznacza brak wsparcia dla polskiej koncepcji powstania. 3 grudnia 1942 szef Oddziału VI (Specjalnego) SNW, ppłk dypl.Michał Protasewicz podczas rozmów nt. wsparciadla AK wprost indagował Petera Wilkinsona z SOE, czy brak istotnego wsparcia dla Polaków nie jest skutkiem anglosaskich obaw, że Armia Krajowa może zostać użyta do walki z ZSRR. W notatce do szefa SOE Gubbinsa na temat tej rozmowy  Wilkinson zauważył, że „niemal każdy cichociemny wysyłany do Polski zapytany o cel jego wysłania, stwierdził, że zamierza walczyć z Rosjanami”. 
W lutym 1943 Wilkinson przekazał ppłk Protasewiczowi oraz mjr dypl. Janowi Jaźwińskiemu, że Połączony Komitet Szefów Sztabów jest przeciwny powstaniu w Polsce, nie przewiduje wykorzystania Armii Krajowej podczas desantu w Europie, a Polska i Czechy są dla zachodnich aliantów odległymi teatrami działań wojennych.